# Robert La Caze
Robert La Caze (Paris, 26 de fevereiro de 1917 - Le Cannet, 1 de julho de 2015) foi um automobilista francês com ascendência marroquina.
Disputou apenas o GP do Marrocos de 1958, pilotando um carro não-oficial da equipe Cooper, um Fórmula 2.
Apesar de ser francês de nascimento, La Caze foi o único piloto que representou o país do Noroeste da África na F-1. Com a morte do francês Robert Manzon em janeiro de 2015, era o piloto mais velho ainda vivo até 1 de julho de 2015, quando faleceu aos 98 anos em Le Cannet, próxima a Cannes.